# Pablo Katchadjian
Pablo Katchadjian (Buenos Aires, 1977) es un escritor y docente argentino de ascendencia armenia. Su obra ha sido catalogada de vanguardia, si bien él ha negado dicha afirmación. Sus libros han sido traducidos a los idiomas inglés, francés, hebreo, armenio y portugués, entre otros. Actualmente es docente en la Universidad de Buenos Aires y en la Universidad Nacional de las Artes.

## Biografía
Pablo Katchadjian nació en la ciudad de Buenos Aires, Argentina, en el año 1977. Sus primeras publicaciones literarias fueron libros de poesía: Dp canta el alma (2004), El cam del alch (2005) y Los albañiles (2005), este último escrito en colaboración con Marcelo Galindo y Santiago Pintabona. Estos dos últimos libros, además, fueron publicados por la Imprenta Argentina de Poesía (IAP), editorial que Katchadjian fundó junto con Galindo y Pintabona. Las siguientes publicaciones de Katchadjian, también publicadas bajo la IAP, fueron los libros experimentales El Martín Fierro ordenado alfabéticamente (2007) y El Aleph engordado (2009), dos trabajos de reescritura de dos clásicos argentinos: El Martín Fierro (1872), de José Hernández, y El Aleph (1945) de Jorge Luis Borges.
Posteriormente, Katchadjian se dedicó sobre todo a la narrativa: publicó su primera novela, Qué hacer, en el año 2010, centrada en la repetición y variación de motivos. Publicó su segunda novela, Gracias, en el año 2011, sobre las aventuras de un esclavo que se libera, su tercera, La libertad total, en el año 2013, una novela sin narrador compuesta solo de diálogos, y su cuarta, En cualquier lado, en 2017, en donde el narrador se desplaza de un personaje a otro. 
En el año 2016, Katchadjian publicó su primer libro de cuentos, El caballo y el gaucho, al que le siguió Tres cuentos espirituales (2019). Además de narrativa convencional, Katchadjian publicó libros de narrativa más propiamente experimentales, como La cadena del desánimo (2012), compuesto exclusivamente de citas de citas de diarios, y Mucho trabajo (2011), una novela con una tipografía mínima, casi ilegible a simple vista. En 2022, publicó su quinta novela, Una oportunidad, sobre un hombre embrujado.

## Problemas judiciales porEl Aleph engordado
El Aleph engordado es un texto que Katchadjian escribió a partir del cuento El Aleph, de Jorge Luis Borges, transformándolo en una obra distinta cuya extensión es de más del doble que el cuento de Borges, que tiene 4,000 palabras (a la versión «engordada» se le añadieron 5,600 más). El texto en sí es una apropiación que se relaciona con los métodos creativos de las vanguardias históricas.

En consonancia con las posibilidades  abiertas  por  un  nuevo  tipo  de  textualidad  en  un  ambiente  electrónico,  la operación de Katchadjian propicia un movimiento del lenguaje, a partir del cual el texto de Borges  se  resignifica  en  un  nuevo  contexto.

Katchadjian publicó El Aleph Engordado en 2009, con un tiraje de 200 ejemplares bajo su sello IAP. En junio de 2011, María Kodama, viuda de Borges, demandó al autor por violación a la propiedad intelectual, específicamente por supuestamente haber infringido los artículos 72 y 73 de la ley de propiedad intelectual argentina. Esta demanda acusaba a Katchadjian de alterar dolosamente el texto original de Borges para lucrarse de ese trabajo. La querella supuso, además del asunto judicial, tensiones políticas y estéticas dentro del campo de la literatura, y una relevancia mediática.
El escritor Ricardo Strafacce fue el abogado defensor de Katchadjian. Inicialmente, Katchadjian fue sobreseído por el juez; sin embargo, en 2015 Kodama apeló esta resolución. Ese mismo año, numerosos escritores como César Aira, Jorge Panesi y María Pía López apoyaron a Katchadjian frente a la Biblioteca Nacional. Esta última, señaló: «Apoyamos al autor porque nos pareció inaceptable la actitud de la demandante al considerar a Borges como su propiedad». En 2017, la Cámara de Apelaciones revocó el procesamiento de Katchadjian y dictó su sobreseimiento. Straface señaló que la intervención de varias universidades de Estados Unidos, Alemania, China y Japón, señalando que El Aleph Engordado se trataba de un procedimiento literario legítimo, tuvo un papel importante en la decisión del tribunal.
El primero de julio de 2021, los derechos de la obra de Borges pertenecientes a Kodama fueron momentáneamente embargados después de que el abogado de Katchadjian, Ricardo Strafacce, le iniciase un «juicio en marzo del año pasado» a Kodama, teniendo esta que pagar 888 500 pesos en «honorarios por la defensa de Katchadjian en el juicio penal». De lo contrario, los derechos de la obra Borges se rematarían.

## Estilo
En textos como los de Tres cuentos espirituales (2019), Katchadjian ha cuestionado la materia misma de la escritura cambiando los procedimientos y el discurso. Según Leonardo Sabbatella, «Katchadjian va en contra de los textos logrados, los funcionamientos canónicos, los usos estereotipados, la eficacia, la comunicación». De su obra se ha dicho que tiene una «noción limítrofe de lo literario» y una «disconformidad innegable con la estupidez del lenguaje contemporáneo».

## Obra

### Novelas
- 2010: Qué hacer
- 2011: Gracias
- 2013: La libertad total
- 2017: En cualquier lado
- 2020: Amado señor
- 2022: Una oportunidad

### Cuentos
- 2016: El caballo y el gaucho
- 2019: Tres cuentos espirituales

### Poesía
- 2004: Dp canta el alma
- 2005: El cam del alch
- 2005: Los albañiles (en colaboración con Marcelo Galindo y Santiago Pintabona)
- 2016: La Gioconda/Los albañiles (en colaboración con Marcelo Galindo y Santiago Pintabona)

### Otros
- 2007: El Martín Fierro ordenado alfabéticamente
- 2009: El Aleph engordado
- 2011: Mucho trabajo
- 2012: La cadena del desánimo